# Kamy Lara
Kamy Lara (Angola, 1980) é uma realizadora, diretora de fotografia e editora angolana, distinguida em 2020 como uma das melhores realizadoras de documentário do cinema africano contemporâneo, pelo Festival Encounters, na África do Sul.

## Percurso
Depois de ter vivido a infância e adolescência em Angola, aos 18 anos, Kamy Lara mudou-se para Portugal, onde deu continuidade à sua formação académica na Escola Superior de Comunicação Social, no Curso Superior de Audiovisual e Multimédia. Entretanto, especializou-se em Câmara e Iluminação.  
Desde sempre associada ao cinema independente, Lara começou como assistente de câmara na longa-metragem A Espada e a Rosa (2010), de João Nicolau, na produtora O Som e a Fúria, bem como na série francesa Maison Close, de Mabrouk El Mechri, na produtora Valentim de Carvalho. 
Em 2010, de regresso a Angola, a cineasta integrou a Geração 80, durante a produção do filme Angola - Nos Trilhos da Independência, responsável pela criação de um dos acervos audiovisuais mais importantes sobre a História de Angola. Foi diretora de fotografia, assistente de realização e membro da equipe de edição do documentário Independência (2015); editora na co-produção Angola-Brasil-Portugal do documentário Triângulo (2013); assistente de realização, operadora de câmara e editorado Do Outro Lado do Mundo (2016), de Rui Sérgio Afonso; assistente de realização na curta-metragem de ficção Havemos de Voltar (2017), de Kiluanji Kia Henda e realizadora do documentário Para lá dos meus Passos (2019).   

## Prémios

### Para Lá Dos Meus Passos(2019)
Melhor Documentário
- 2020 - San Francisco Dance Film Festival [4]
- 2021 - Arquiteturas Film Festival [4]
- 2022 - Festival DocLuanda 2022 [5]
- Gralha International Monthly Film Awards [6]

Melhor Realizadora
- Brazil International Monthly Independent Film Festival [4]
- Gralha International Monthly Film Awards [6]

Melhor Fotografia
- Brazil International Monthly Independent Film Festival [4]

Melhor Edição
- Gralha International Monthly Film Awards [6]

Melhor Som
- Brazil International Monthly Independent Film Festival [6]

Menção Especial
- 2020 - Big Syn International Film Festival 2020 [4]

3.º Lugar
- 2020 - Adiaha Award - Encounters - Festival Internacional de Documentários da África do Sul [4]

## Ligações Externas
- Q&A com Kamy Lara no Encounters 2020

- Para Lá dos Meus Passos | bi'bak  -  Portal de biografias
  -  Portal das mulheres
  -  Portal do cinema
  -  Portal de Angola